# Tyrrell 026
Tyrrell 026 – samochód Formuły 1, zaprojektowany przez Harveya Postlethwaite'a dla zespołu Tyrrell na sezon 1998. Kierowcami zespołu byli Brazylijczyk Ricardo Rosset oraz Japończyk Toranosuke Takagi. Głównym sponsorem była firma PIAA. Samochód był napędzany silnikiem Ford V10.
Był to ostatni model Tyrrella w historii startów tego zespołu w Formule 1, ponieważ przez początkiem sezonu Ken Tyrrell sprzedał zespół koncernowi British American Tobacco. Po tym wydarzeniu Tyrrell opuścił swój zespół. Mimo trwałego monocoque'u samochód nie był konstrukcją udaną; mówiło się, że powodem tego był fakt, że Tyrrella po sezonie zastąpi British American Racing. Niezadowolenie wywołało zatrudnienie Takagiego, choć japoński kierowca był na ogół szybszy niż Rosset. Ostatecznie zespół nie zdobył ani punktu.
Obecnie oba modele posiada Frits van Eerd, który używał ich w serii EuroBOSS. Model 026 był wykorzystany przez Paula Stoddarta, gdy budował on dwuosobowy model Minardi.

## Wyniki
| Legenda oznaczeń w tabelach wyników Wyświetl szablon na nowej stronie | Legenda oznaczeń w tabelach wyników Wyświetl szablon na nowej stronie                                                                     |
| Oznaczenie                                                            | Wyjaśnienie |
| --------------------------------------------------------------------- | --- |
| Złoty                                                                 | Zwycięzca lub mistrzostwo |
| Srebrny                                                               | 2. miejsce lub wicemistrzostwo |
| Brązowy                                                               | 3. miejsce lub II wicemistrzostwo |
| Zielony                                                               | Ukończył, punktował (w klasyfikacji generalnej, gdy zdobył co najmniej jeden punkt na przestrzeni sezonu, poza trzema powyższymi opcjami) |
| Niebieski                                                             | Ukończył, nie punktował (w klasyfikacji generalnej, gdy nie zdobył co najmniej jednego punktu na przestrzeni sezonu)                      |
| Czerwony                                                              | Nie zakwalifikował się (NZ) |
| Czerwony                                                              | Nie prekwalifikował się (NPK) |
| Różowy                                                                | Nie ukończył (NU) |
| Różowy                                                                | Niesklasyfikowany (NS) (w klasyfikacji generalnej, gdy nie został sklasyfikowany w żadnym wyścigu sezonu)                                 |
| Czarny                                                                | Zdyskwalifikowany (DK) |
| Czarny                                                                | Wykluczony (WYK/EX) |
| Biały                                                                 | Nie wystartował (NW) |
| Biały                                                                 | Kontuzjowany (K/INJ) |
| Biały                                                                 | Wyścig odwołany (OD/C) |
| Bez koloru                                                            | Został wycofany (WYC/WD) |
| Bez koloru                                                            | Nie przybył (NP/DNA) |
| Bez koloru                                                            | Nie brał udziału w treningach (NT/DNP) |
| Bez koloru                                                            | Nie został zgłoszony (–) |
| Pogrubienie                                                           | Start z pole position |
| Kursywa                                                               | Najszybsze okrążenie wyścigu |
| †                                                                     | Nie ukończył, ale jego rezultat został zaliczony ze względu na przejechanie więcej niż 90% dystansu wyścigu.                              |
| *                                                                     | Sezon w trakcie |
| 1/2/3                                                                 | Punktowana pozycja w sprincie kwalifikacyjnym                                                                                             |
| Lista systemów punktacji Formuły 1                                    | |

| Sezon | Zespół  | Silnik | Opony | Kierowcy          | 1   | 2   | 3   | 4   | 5   | 6   | 7   | 8   | 9   | 10  | 11  | 12  | 13  | 14  | 15  | 16  | Pkt. | Msc. |
| ----- | ------- | ------ | ----- | ----------------- | --- | --- | --- | --- | --- | --- | --- | --- | --- | --- | --- | --- | --- | --- | --- | --- | ---- | ---- |
| 1998  | Tyrrell | Ford   | G     |                   | AUS | BRA | ARG | SMR | ESP | MCO | CND | FRA | GBR | AUT | DEU | HUN | BEL | ITA | LUX | JPN | 0    | –    |
| 1998  | Tyrrell | Ford   | G     | Ricardo Rosset    | NU  | NU  | 14  | NU  | NZ  | NZ  | 8   | NU  | NU  | 12  | NZ  | NZ  | NW  | 12  | NU  | NZ  | 0    | –    |
| 1998  | Tyrrell | Ford   | G     | Toranosuke Takagi | NU  | NU  | 12  | NU  | 13  | 11  | NU  | NU  | 9   | NU  | 13  | 14  | NU  | 9   | 16  | NU  | 0    | –    |